# بيرن أوت 2: بوينت أوف إيمباكت
بيرن أوت 2: بوينت أوف إيمباكت (اللغة الإنجليزية: Burnout 2: Point of Impact)، هي الحلقة الثانية من سلسلة ألعاب السباقات بيرن أوت، التي طورتها كريتريون جيمز، ونشرتها أكليم إنترتينمينت على أجهزة بلاي ستيشن 2، وإكس بوكس، ونينتندو غيم كيوب عامي 2002 و2003، وكانت أخر لعبة في السلسلة التي تنشرها أكليم إنترتينمينت قبل أن تعلن إغلاقها عام 2004، قبل أن تقوم إلكترونيك آرتس بتطوير ما تبقى من السلسلة.

## اللعب
تركز هذه الحلقة على حلبات السباق حول المسار، إما بمفردك، ضد لعبة الذكاء الاصطناعي أو الخصوم. وتتميز المسارات بحركة المرور والتقاطعات المعقدة والعقبات التي يمكن أن تجعل القيادة بسرعات عالية صعبة. للسفر بشكل أسرع، تحتاج إلى تجميع Boost.  يمكنك القيام بذلك عن طريق القيادة على الجانب الخطأ من الطريق، والانجراف حول الزوايا بسرعات عالية، والانحراف لتجنب حركة المرور والقفز بسرعة للحصول على الهواء.  يؤدي الاصطدام بحركة المرور أو المناظر الطبيعية بسرعة عالية إلى فقدان السيارة السيطرة عليها واصطدامها.  وبعد فترة قصيرة تظهر السيارة البديلة على المسار بدون ضرر، ولكن مع فقدان التعزيز. تتضمن إصدارات GameCube وPlayStation 2 جميع السيارات المخصصة من إصدار Xbox، لكنها لا تحتوي على كسوة قابلة للتخصيص أو وظائف عبر الإنترنت أو إمكانات موسيقى تصويرية مخصصة.
تضمن اللعبة أيضًا وضع "الاصطدام"، حيث يكسب اللاعب (اللاعبون) نقاطًا عن طريق التسبب في تلف المركبات الأخرى.

## روابط خارجية
- Burnout at MobyGames

قالب:Burnout